# 연기군의회
연기군의회는 과거 충청남도 연기군 지역을 관할했던 기초의회이다. 2012년, 연기군 전 지역이 세종특별자치시로 출범하게 되면서 폐지되었다.